# Golden League FIAF 1996
La Golden League FIAF 1996 è stato il massimo livello del campionato italiano di football americano disputato nel 1996. È stata organizzata dalla Federazione Italiana American Football.
Al campionato hanno preso parte 12 squadre, suddivise in 2 gironi.

## Regular season

### Girone A
| Pos. | Squadra             | %V   | G  | V  | N | P  | PF  | PS  |
| ---- | ------------------- | ---- | -- | -- | - | -- | --- | --- |
| 1    | Blackhawks Bergamo  | .917 | 12 | 11 | 0 | 1  | 428 | 103 |
| 2    | Frogs Legnano       | .917 | 12 | 11 | 0 | 1  | 410 | 156 |
| 3    | Giaguari Torino     | .542 | 12 | 6  | 1 | 5  | 287 | 331 |
| 4    | Knights Alessandria | .292 | 12 | 3  | 1 | 8  | 152 | 352 |
| 5    | Rhinos Milano       | .250 | 12 | 3  | 0 | 9  | 178 | 316 |
| 6    | Cardinals Palermo   | .083 | 12 | 1  | 0 | 11 | 130 | 409 |

### Girone B
| Pos. | Squadra            | %V    | G  | V  | N | P  | PF  | PS  |
| ---- | ------------------ | ----- | -- | -- | - | -- | --- | --- |
| 1    | Phoenix Bologna    | 1.000 | 12 | 12 | 0 | 0  | 479 | 144 |
| 2    | Gladiatori Roma    | .583  | 12 | 7  | 0 | 5  | 338 | 219 |
| 3    | Dolphins Ancona    | .583  | 12 | 7  | 0 | 5  | 295 | 294 |
| 4    | Marlins Rimini     | .417  | 12 | 5  | 0 | 7  | 254 | 309 |
| 5    | Giants Bolzano     | .333  | 12 | 4  | 0 | 8  | 269 | 318 |
| 6    | Lumberjacks Fiuggi | .083  | 12 | 1  | 0 | 11 | 120 | 389 |

## Playoff
|  | Wild Cards | Wild Cards      | Wild Cards      |                 |                 | Semifinali      | Semifinali         | Semifinali |  |  | XXVII Superbowl | XXVII Superbowl | XXVII Superbowl |  |
|  |            |                 |                 |                 |                 |                 |                    |            |  |  |                 |                 |                 |  |
|  |            |                 |                 |                 |                 | 1A              | Blackhawks Bergamo | 19         |  |  |                 |                 |                 |  |
|  |            |                 |                 |                 |                 | 1A              | Blackhawks Bergamo | 19         |  |  |                 |                 |                 |  |
|  |            |                 |                 | Gladiatori Roma | 21              |                 |                    |            |  |  |                 |                 |                 |  |
|  | 2B         | Gladiatori Roma | 35              | Gladiatori Roma | 21              |                 |                    |            |  |  |                 |                 |                 |  |
|  | 2B         | Gladiatori Roma | 35              |                 |                 |                 |                    |            |  |  |                 |                 |                 |  |
|  | 3A         | Giaguari Torino | 28              |                 |                 |                 |                    |            |  |  |                 |                 |                 |  |
|  | 3A         | Giaguari Torino | 28              |                 | Gladiatori Roma | Gladiatori Roma | 20                 |            |  |  |                 |                 |                 |  |
|  |            |                 |                 |                 |                 |                 |                    |            |  |  |                 |                 |                 |  |
|  |            |                 | Phoenix Bologna | Phoenix Bologna | 25              |                 |                    |            |  |  |                 |                 |                 |  |
|  |            |                 |                 | Phoenix Bologna | 25              |                 |                    |            |  |  |                 |                 |                 |  |
|  |            |                 |                 |                 |                 |                 |                    |            |  |  |                 |                 |                 |  |
|  |            |                 |                 |                 |                 |                 |                    |            |  |  |                 |                 |                 |  |
|  |            | 1B              | Phoenix Bologna | 35              |                 |                 |                    |            |  |  |                 |                 |                 |  |
|  |            |                 |                 | 35              |                 |                 |                    |            |  |  |                 |                 |                 |  |
|  |            |                 |                 | Frogs Legnano   | 34              |                 |                    |            |  |  |                 |                 |                 |  |
|  | 2A         | Frogs Legnano   | 54              | Frogs Legnano   | 34              |                 |                    |            |  |  |                 |                 |                 |  |
|  | 2A         | Frogs Legnano   | 54              |                 |                 |                 |                    |            |  |  |                 |                 |                 |  |
|  | 3B         | Dolphins Ancona | 12              |                 |                 |                 |                    |            |  |  |                 |                 |                 |  |

### XVI Superbowl
Il XVI Superbowl italiano si è disputato sabato 29 giugno 1996 allo Stadio Dorico di Ancona, ed ha visto i Phoenix Bologna superare i Gladiatori Roma per 25 a 20.
Il titolo di MVP della partita è stato assegnato a Dale Fry, quarterback dei Phoenix.
- Phoenix Bologna campioni d'Italia 1996 e qualificati all'Eurobowl 1997.